# Kepler-10 c
Kepler-10 c — экзопланета в созвездии Дракон, принадлежащая к классу мининептунов. Обращается вокруг старого (с возрастом 11,9 ± 4,5 млрд лет) жёлтого карлика Kepler-10 (KOI 72, KIC 11904151). Материнская звезда имеет массу 0,89 солнечных и светимость, равную солнечной. Экзопланета открыта космическим телескопом «Кеплер» с помощью транзитного метода в январе 2011 года, но была подтверждена в мае 2011 года при анализе данных космического телескопа Спитцера.
2 июня 2014 года Гарвард-Смитоновский Центр Астрофизики опубликовал пресс-релиз, в котором сообщается, что Kepler-10 с имеет твёрдую поверхность, а масса планеты в 17 раз больше Земли. Обычно планеты с такой массой представляют собой газовые гиганты, радиус же Kepler-10 с всего в 2,3 раза больше земного. Ускорение свободного падения на поверхности Kepler-10 c составляет ~30 м/с², что более чем в 3 раза превышает земное.
Однако в июле 2017 года в журнале MNRAS вышла новая публикация, в которой масса Kepler-10 c была измерена заново. В старых публикациях не учитывалась звёздная активность и другие сигналы, в результате чего оценки масс планеты, полученные с разных спектрографов были несовместимы друг с другом на уровне 3σ, а разные кривые лучевых скоростей — некогерентны. В новом анализе эти недостатки были устранены. Таким образом, масса Kepler-10 c составляет 7,37+1,32
−1,19 массы Земли, а средняя плотность — 3,14+0,63
−0,55 г/см³. Это означает, что планета содержит много лёгких веществ в своём составе, и относится скорее к «мининептунам».